# Les Vallois
Les Vallois é uma comuna francesa na região administrativa do Grande Leste, no departamento de Vosges. Estende-se por uma área de 5.25 km². Em 2010 a comuna tinha 125 habitantes (densidade: 23,8 hab./km²).